# زانکت کولومان
زانکت کولومان (به آلمانی: Sankt Koloman) یک منطقهٔ مسکونی در اتریش است که در ناحیه هالاین واقع شده‌است. زانکت کولومان ۵۵٫۹۷ کیلومتر مربع مساحت دارد ۸۴۸ متر بالاتر از سطح دریا واقع شده‌است.

## خواهرخوانده
شهر Bühlerzell خواهرخواندهٔ زانکت کولومان هست.